# Molophilus longiclavus
Molophilus longiclavus là một loài ruồi trong họ Limoniidae. Chúng phân bố ở miền Australasia.